# マイケル・フィッシュバック
マイケル・アンドリュー・フィッシュバック（Michael Andrew Fischbach、1980年11月3日- ）は、アメリカの化学者、微生物学者、遺伝学者である。スタンフォード大学のバイオエンジニアリングの准教授、ChEM-Hファカルティーフェロー、チャン・ザッカーバーグBiohub研究者。

## 教育
フィッシュバックは2003年にハーバード・カレッジから生化学科学の学士を得た。この間（2000年–2003年）、フィッシュバックはマサチューセッツ総合病院がんセンターのJeffrey Settlemanの研究室で低分子量GTPアーゼRasの原がん変異の生化学に関する研究を行った。2007年、ハーバード大学から化学およびケミカルバイオロジーのPh.D.を得た。ハーバード大学医学大学院のクリストファー・T・ウォルシュの研究室では細菌性病原体の鉄獲得と天然物生合成の生化学に関する研究を行った。

## 経歴
フィッシュバックはマサチューセッツ総合病院分子生物学部門のジュニアフェロー（2007年-2009年）を務め、2009年にカリフォルニア大学サンフランシスコ校の教員となった。2017年9月に、准教授としてスタンフォード大学に異動した。チャン・ザッカーバーグBiohub研究員として、フィッシュバックは2018年に設立されたCZ Biohubマイクロバイオーム・イニシアチブを率いるスタンフォード、UCSF、UCバークレーの8人に教員の一人である。この財団は、細菌叢がどのように人間の健康に影響を与えうるかの理解を目的としている。
フィッシュバックは現在、NGM Biopharmaceuticalsの科学諮問会議の一員であり、Revolution Medicinesの共同創業者である。

## 研究
フィッシュバックの研究室は、ヒトの細菌叢に重点を置き、微生物からの小分子の発見と特徴解析に注力している。

### ヒト細菌叢由来の小分子
2014年、フィッシュバックと共同研究者らは、ヒトマイクロバイオーム中の生合成遺伝子の調査を発表した。この研究では、チオペプチド抗生物質を生産するヒト関連微生物の能力が説明されている。フィッシュバック研究室は、腸に片利共生するBacteroides fragilisが免疫調節スフィンゴ脂質α-ガラクトシルセラミドを生産することを発見し、神経伝達物質の生産が片利共生腸内細菌で一般的であることを明らかにし、腸内細菌によって生産される一般的な種類の胆汁酸についての生合成経路を発見した。

### 天然物探索への計算的アプローチ
フィッシュバックの研究室は、細菌ゲノム配列における小分子生合成遺伝子を同定する工程を自動化するアルゴリズム、ClusterFinderを開発した。Marnix Medemaと共に、フィッシュバックは生合成遺伝子クラスターを同定するための2つ目のアルゴリズムantiSMASHを共同開発した（ClusterFinderはantiSMASHにマージされた）。

## 私生活
フィッシュバックはエリザベス・サトリー（スタンフォード大学ケミカルエンジニアリング准教授）と結婚している。